# Kirchzarten

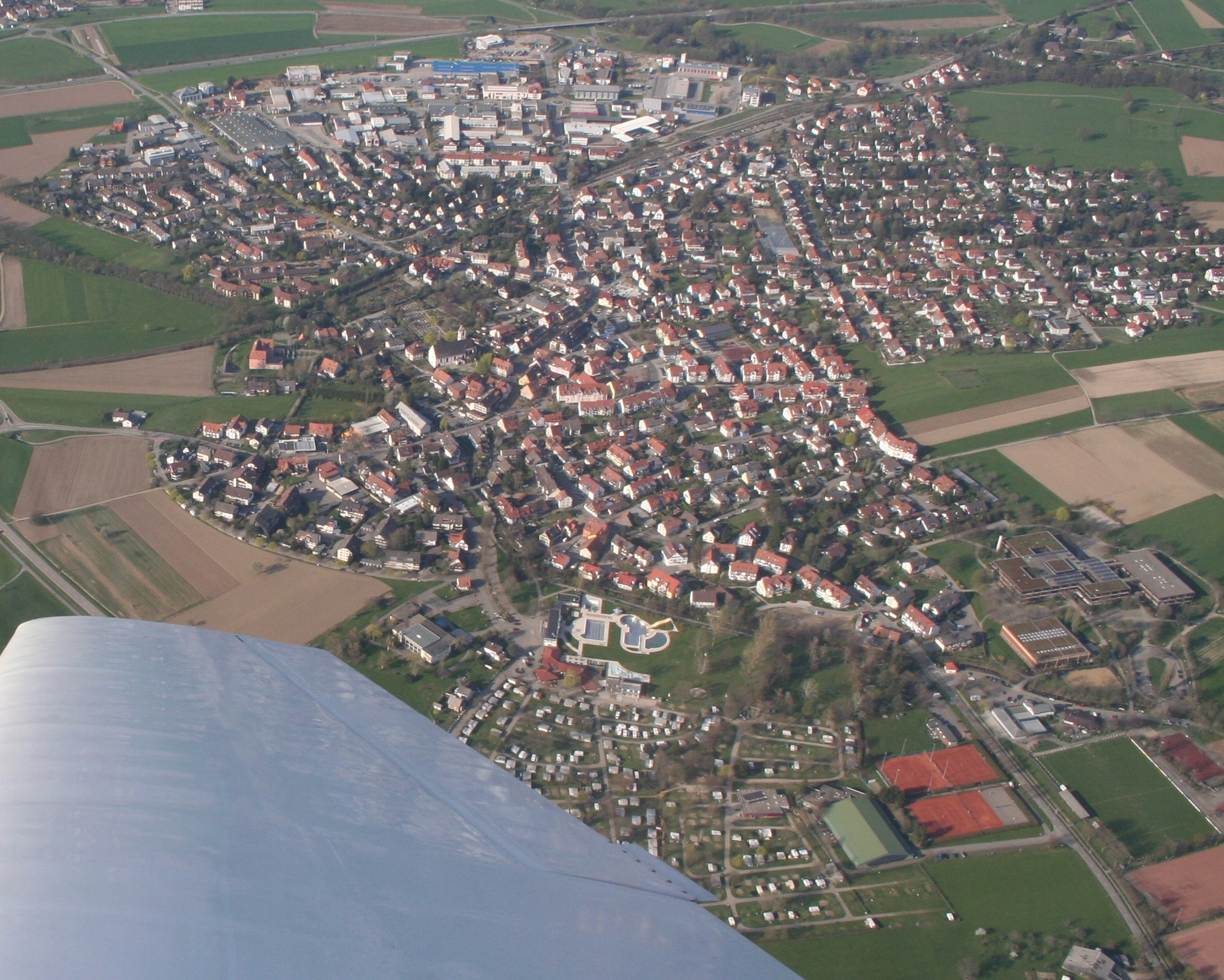
Kirchzarten z lotu ptaka

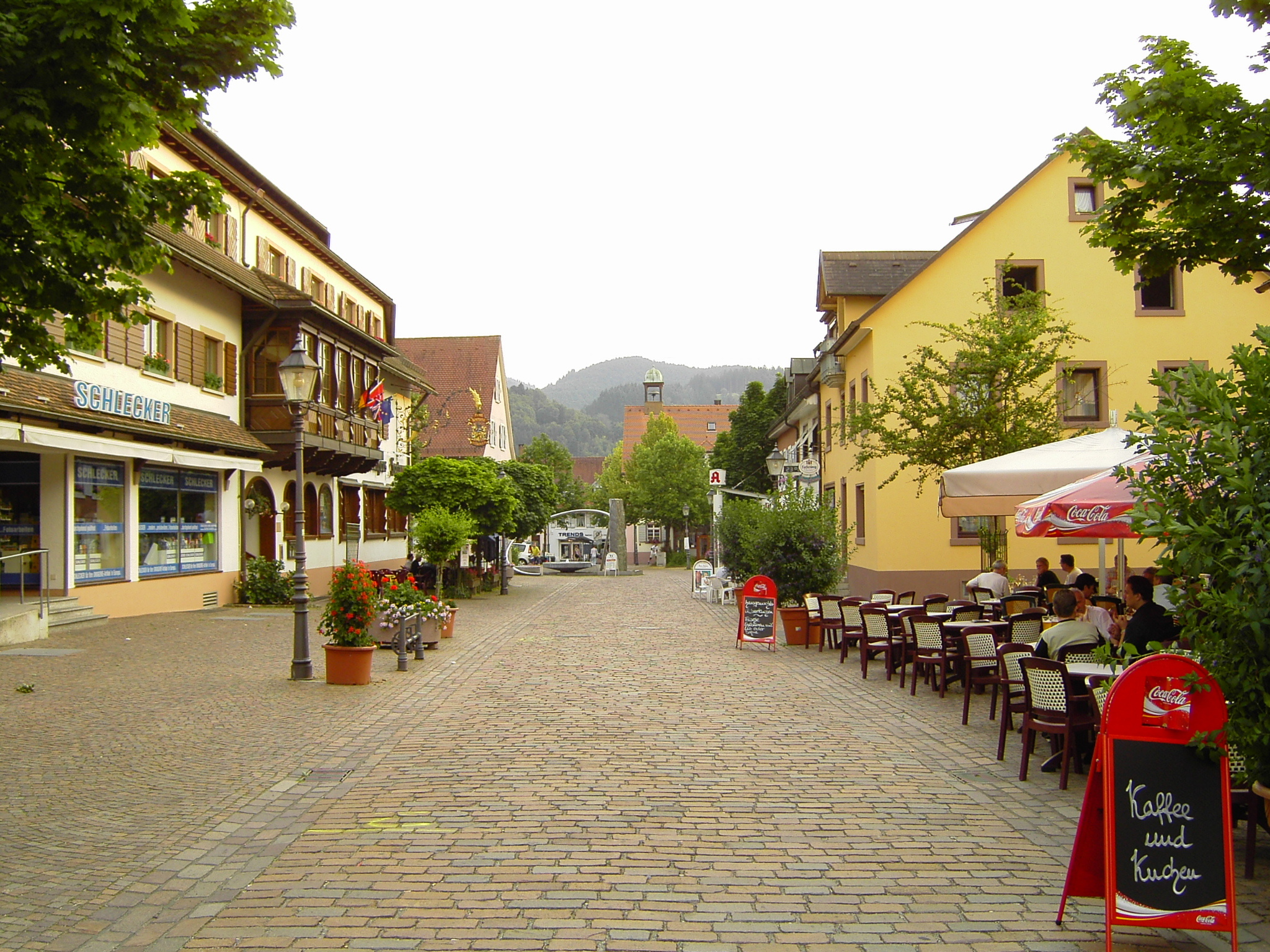
Centrum miejscowości

Kirchzarten – miejscowość i gmina w Niemczech, w kraju związkowym Badenia-Wirtembergia, w rejencji Fryburg, w regionie Südlicher Oberrhein, w powiecie Breisgau-Hochschwarzwald, siedziba związku gmin Dreisamtal. Leży nad rzeką Dreisam, ok. 8 km na wschód od centrum Fryburga Bryzgowijskiego, przy drodze krajowej B31.